# Jason Chimera
Jason Chimera, född 2 maj 1979, är en kanadensisk professionell ishockeyspelare som spelar för Anaheim Ducks i NHL.
Han har tidigare spelat för New York Islanders, Washington Capitals, Columbus Blue Jackets och Edmonton Oilers i NHL och Hamilton Bulldogs i AHL.
Chimera draftades i femte rundan i 1997 års draft av Edmonton Oilers som 121:a spelare totalt.
På trade deadline, 26 februari 2018, blev han tradad från Islanders till Anaheim Ducks i utbyte mot Chris Wagner.